# Huesca
 Ovo je glavno značenje pojma Huesca. Za istoimenu pokrajinu pogledajte Huesca (pokrajina).
Huesca je grad u Španjolskoj, u autonomnoj zajednici Aragonija, središte provincija Huesca.

## Povijest grada
Grad je poznat pod nazivom Bolskan iz vremena prije dolaska Rimljana na Pirinejski poluotok. Rimljani su nazvali grad Osca i bio je rimska kolonija.